# Живана Гаврић
Живана Гаврић (Прњавор, 31. октобар 1964) српски је специјалиста социјалне медицине и редовни професор.

## Биографија
Основну и средњу школу завршила је у родном мјесту, а Медицински факултет 1989. у Бањој Луци. Магистарски рад Корелација између индекса тјелесне масе и нивоа холестерола у крви одраслог становништва Новог Сада одбранила је 1996. на Медицинском факултету у Новом Саду, а докторску дисертацију Мјесто и улога породичног љекара у систему здравствене заштите 1999. на Медицинском факултету у Бањој Луци. На истом факултету бирана је у звање вишег асистента (1997), доцента (1999), ванредног (2005) и редовног (2011) професора. Тренинг за модерни концепт реформе здравственог система завршила је 2002. на Универзитету Билефелд у Њемачкој, а 2003. прошла је обуку Центра за контролу болести (Атланта, САД) Свјетске здравствене организације за спровођење глобалног истраживања на територији БиХ.
Од 1999. до 2003. учествовала је у изради споразума Framework Convention ТоЬассо Control Свјетске здравствене организације у Женеви, као национални координатор за контролу дувана. Учествовала је и у изради Варшавске декларације СЗО (2001-2003) и Европске стратегије контроле дувана. Предводила је израду стратегије, акционог плана и закона о контроли дувана у Републици Српској. Као координатор за здравствени информациони систем СЗО, 2001. увела је регистар малигних болести у Републику Српску. Развила је службу социјалне медицине са организацијом и економијом здравствене заштите Института за заштиту здравља Републике Српске. Шеф је Катедре социјалне медицине Медицинског факултета у Бањој Луци.